# Песме о Луси
Песме о Луси (енгл. The Luсу poems) низ је од пет песама које је написао енглески романтичарски песник Вилијам Вордсворт (1770–1850) између 1798. и 1801. године. Све осим једне су објављене током 1800. године, у другом издању Лирских балада. Написане у сарадњи са Семјуелом Тејлором Колриџом, Лирске баладе су уједно и једно од најзначајнијих издања и прекретница у раном енглеском романтичарском покрету. У Песмама о Луси, Вордсворт је желео да напише изворну енглеску поезију и да у њу унесе апстрактне идеале лепоте, природе, љубави, жудње и смрти.
Песме су написане у кратком периоду док је песник живео у Немачкој. Иако се песме појединачно баве разноврсним темама, као песме све се усредсређују на песникову чежњу за дружењем са пријатељем Колриџом, који је остао у Енглеској, и све већу нетрпељивост према његовој сестри Дороти, која је путовала са њим у иностранство. Вордсворт испитује песникову неузвраћену љубав према идеализованом лику Луси, енглеској девојци која је умрла млада. Тема њене смрти је веома оптеретила песника у овим песмама и прожела песме меланхоличним, тужним тоном. Међу ученим људима се дуго расправљало о томе да ли је Луси била стварна девојка или само плод песникове маште. Уопштено говорећи, Вордсворт никада није открио детаље о њеном пореклу или идентитету. Неки научници  сматрају да је лик Луси базиран на личности његове сестре Дороти, а неки је виде као мешавину стварног и измишљеног лика. Већина критичара се слаже да је она суштински књижевно средство помоћу кога је песник стварао, промишљао и којим се изражавао.
„Песме о Луси“ се састоје од „Чудне су ме спопадале страсти“, „Становала је где нема стаза“, „Међу странцима сам путовао“, „Три лета је расла од сунца и воде“, „На дух ми сан је ставио печат“. Иако су у модерним антологијама поезије представљане као серијал песама, Вордсворт их није груписао нити тражио да се објављују заједно и по неком задатом редоследу. Он је ове песме описао као „експерименталне“ у  предговору оба издања Лирских балада, из 1798. и 1800, и у периоду између 1798. и 1799. их знатно ревидирао, изменивши тематски фокус у њима. Тек су после његове смрти 1850. критичари и издавачи почели да третирају ове песме као учвршћену групу; од тада су у антологијама ове песме углавном представљене као једна целина.

## Позадина

### Лирске баладе
1798. Вордсворт и Семјуел Тејлор Колриџ заједнички објављују Лирске баладе, и још неколико других песама, збирку стихова које су њих двојица засебно написали. Књига је постала веома популарна и објављена је масовно; генерално се сматра гласником покрета романтизма у енглеској књижевности. У њој, Вордсворту је циљ да користи свакодневни језик у својим композицијама, како је наведено у предговору издању из 1802, и да притом тај језик обоји тоновима маште како би обичне ствари читаоцу биле представљене у необичном светлу.
Сусрет два песника поставио је темеље интензивног и дубоког пријатељства, делимично заснованог на заједничком презиру за вештачку дикцију поезије тога доба. Почевши од 1797. године, њих двојица су живели близу један другог у Самерсету, што је учврстило њихово пријатељство. Вордсворт је веровао да је његов живот пре сусрета са Колриџом био једноличан и незанимљив, и да његова поезија није много значила. Колриџ је утицао на Вордсворта, а његова похвала и подстицај инспирисали су Вордсворта да обилато пише. Дороти, Вордсвортова сестра, у писму из марта 1798. године говори о Колриџовом утицају на њеног брата: „Његове способности се свакодневно проширују, он саставља поезију са много више лакоће него раније, посебно у погледу механизма писања, а идеје му долазе брже него што их може изразити. “Са својом новом инспирацијом, Вордсворт је веровао да може писати поезију која се може поредити са поезијом Џона Милтона. Он и Колриџ планирају да сарађују, али никада нису кренули даље од међусобно размењених предлога и дописа.
Када је Вордсворту истекао уговор о најму Куће Олфокстон, двојица пријатеља су добила прилику да живе заједно. Они су осмислили план да се настане у Немачкој са Дороти и Колриџовом супругом Саром. Иако су живели заједно у Хамбургу кратко време, град је био прескуп за њихове буџете. Колриџ је ускоро пронашао смештај у граду Рацебургу у Шлезвиг-Холштајну, који је био јефтинији, а ипак друштвено живахан. Међутим, осиромашени Вордсворт није могао да приушти да прати Колриџа нити да обезбеди живот себи и својој сестри у Хамбургу; па су се због тога преселили у Гослар, у немачкој Доњој Саксонији.

#### Одвајање од Колриџа
Између октобра 1798. и фебруара 1799, Вордсворт је радио на првом нацрту „Песме о Луси“, уз бројне друге стихове. Колриџ тек треба да се придружи брату и сестри у Немачкој, а Вордсвортово одвајање од пријатеља води га ка депресији. Три месеца након њиховог растанка, Вордсворт завршава прве од „Песама о Луси“: "Чудне су ме спопадале страсти", "Становала је где нема стаза", и " На дух ми сан је ставио печат". Оне су се први пут појавиле у писму за  Колриџа децембра 1798, у којем је Вордсворт написао да су "Становала је где нема стаза" и "Чудне су ме спопадале страсти"„ римоване песмице које ће вас, надам се, забавити“. Вордсворт  је окарактерисао песме на овај начин како би ублажио разочарање које би Колриџ можда осетио кад прими ове две песме уместо обећаног троделног филозофског епа Пустињак. 
Вордсвортова завист процурила  је у његовим писмима када је описивао Колриџа и његове нове пријатеље као привилеговане доколичаре који могу причати и причати цели дан. Иако је Вордсворт тражио емотивну подршку од своје сестре, њихов однос је остао напет током целог боравка у Немачкој. Одвојен од својих пријатеља и присиљен да живи искључиво у друштву сестре, Вордсворт је користио „Песме о Луси“ да би дао одушка својим осећањима.

##### Лусин идентитет
Вордсворт није открио инспирацију за лик Луси, и током година тема је изазвала разне спекулације међу историчарима књижевности. Мало биографских података се може извући из песама – тешко је одредити чак и Лусине године. Средином 19. века, Томас де Квинси (1785-1859), аутор и пријатељ, написао је да је песник „увек сачувао мистериозну тишину на тему „Луси“, у више наврата је алудирао или апострофирао у својим песмама, а ја сам чуо, из гласина што су их ширили људи Хоксхеда, неке гомиле трагичних прича, које би, на крају крајева, могле да буду празна полубајка, танак и временом обогаћен материјал“.
Критичар Херберт Хартман верује да је Лусино име узето као „опште нео-аркадијско место“ и тврди да она није ни осмишљена да би представљала неку стварну особу. По мишљењу једног Вордсвортовог биографа, Мери Мурмен (1906-1994), „идентитет“ Луси је дуги низ година представљао проблем критичарима. Али, Вордсворт је песник пре него што је биограф, и ни Луси нити њена кућа, нити његов однос са њом нису нужно у стриктном смислу историјски. Ипак, као што су Лирске баладе све биле „утемељене на чињеници“ на неки начин, и као што је Вордсвортов ум био у суштини фактички, било би исхитрено рећи да је Луси потпуно измишљена.
Мурмен указује на то да Луси може да представља Вордсвортово романтично интересовање за  Мери Хачинсон, али се пита зашто би она била представљена као неко ко је умро. Могуће је да је Вордсворт мислио на Маргарет Хачинсон, Мерину сестру која је умрла. Међутим, нема доказа да је песник волео било кога од Хачинсонових осим Мери. Већа вероватноћа је да је Маргаретина смрт утицала на стварање песама, али није представљала основ за лик Луси.
Године 1980, Хантер Дејвис тврдио је да су песме написане за песникову сестру Дороти, али је такође сматрао да је алузија на Дороти код Луси „бизарна“. Пре њега, књижевни критичар Ричард Матлак је покушао да објасни везу између Луси и Дороти, и написао је да Дороти представља финансијски терет Вордсворта, који је утицао на његово присилно одвајање од Колриџа. Вордсворт, депресиван због одвајања од свог пријатеља, у овом тумачењу, изражава како своју љубав према сестри, тако и фантазије о томе да ће остати без ње.
Кроз песме, нараторова мешавина туге и антипатије прати порицање и кривицу; његово негирање везе Луси-Дороти и недостатак наративне одговорности за Лусину смрт дозвољавају му да побегне од преиспитивања своје жеље за смрћу сестре. Након што је Вордсворт започео „Песме о Луси“, Колриџ је написао: „Пре неколико месеци, Вордсворт ми је пренео један врло узвишени епитаф / да ли је утемељен у стварности, не могу рећи.“- Вероватно је у неким мрачним стањима свести замишљао тренутак у ком би његова сестра могла да умре. Међутим, могуће је да се Вордсворт једноставно плашио њене смрти и да то није желео, чак ни подсвесно.
Размишљајући о значењу и вредности Лусиног идентитета, песник, есејиста и књижевни критичар Фредерик Мајерс (1843-1901) у 19. веку је запазио:
Овде се ради о томе да је успомена на неку емоцију код њега подстакла стихове о„Луси“. О историји те емоције он нам није ништа рекао; стога избегавам да се распитујем о томе, па чак и да спекулишем. Да се песник у датом случају понео часно, у то не сумњам; али ко је икад о таквим тајнама сазнао све исправно? и ко би уопште желео да сазна?  Најбоље је не дирати светилиште свих повређених срца и поштовати приватност не само живих него и мртвих. Ово су готово једине песме о којима Вордсворт у својим аутобиографским списима није ништа рекао.“
Књижевни стручњак Карл Кребер (1926-2009) тврди да „Луси поседује двоструко постојање: њено стварно, историјско постојање и њено идеализовано постојање у песниковом уму. У песми, Луси је стварна и идеализована, али њена стварност је релевантна само у оној мери у којој показује значај стварне девојке.“Хартмен има исти поглед: по његовом мишљењу, Луси је виђена „у потпуности кроз песников поглед, па овај модалитет може бити песников лични“, али затим он тврди да „она припада категорији духова који још увек морају постати људски...песник је описује као умирање у тачки у којој би она требало да постане људско биће.“ Књижевни историчар Кенет Џонсон закључује да је Луси створена као оличење Вордсвортове музе и да песме у целини представљају „позивање музе за коју се песник плаши да је умрла. Као епитафи, песме нису тужне – то је врло неприкладна реч да се опишу, већ усплахирено показују постојање свести о томе шта би такав губитак значио за говорника“.
Научник Џон Махони примећује да је за разумевање песама мање важно то да ли Луси има за циљ да представи Дороти, Мери или неког другог; битна је чињеница да она представља "скривено биће које изгледа да нема мане и које је само на свету. "Поред тога, она је представљена као безначајна у јавној сфери, али од крајњег значаја у приватној сфери; у "Три лета је расла од сунца и воде" то се манифестује кроз Лусино поређење са скривеним цветом и сјајном звездом. Ни Луси ни Вордсвортови други женски ликови „не постоје као независна самосвесна људска бића са умовима који су једнако способни као и песников“ и „ретко им је дозвољено да говоре за себе“.

## Песме
„Песме о Луси“ су писане са тачке гледишта једног љубавника који већ дуго гледа на предмет своје наклоности издалека, а који је сада погођен њеном смрћу. Ипак, Вордсворт је структурирао песме на такав начин да оне не говоре о једној особи која је умрла; уместо тога, написане су о лику који представља изгубљену песникову инспирацију. Луси је Вордсвортова инспирација, а песме у целини су, према биографу Вордсворта Кенету Џонсону, „позивање музе за коју се песник плаши да је умрла“. Луси је заступљена у свих пет песама као бесполна; мала је вероватноћа да је песник икада реалистично видео њу као могућу љубавницу. Уместо тога, она је представљена као идеал и представља Вордсвортову фрустрацију због његове одвојености од Колериџа; асексуалне слике одражавају узалудност његове жудње.
Глас Вордсворта полако нестаје из песама како оне одмичу и његов глас је потпуно одсутан из пете песме. Његова љубав функционише на подсвесном нивоу и он се више веже за Луси као за духа природе него као за људско биће. Песникова туга је тајна и он не може у потпуности да објасни њен извор. Када је Лусин љубавник присутан, он је потпуно уроњен у међуљудске односе и људске аспекте природе, а смрт његове вољене је потпуни губитак за љубавника. Критичар из 20. века Спенсер Хол тврди да песник представља „крхку врсту људске природе“.

### „Чудне су ме спопадале страсти“
"Чудне страсти" је вероватно најстарија песма и врти се око фантазије о  Лусиној смрти. Ту се описују пут наратора ка Лусиној кућици и његове мисли на том путу. Кроз целу песму, кретање месеца је супротстављено кретању говорника. Песма садржи седам строфа, релативно сложену структуру која наглашава његов амбивалентан став према замишљеној Лусиној смрти. Сталне промене у перспективи и расположењу одражавају његове сукобљене емоције. Прва строфа, у којој су употребљене драматичне фразе као што су "Чудне су ме спопадале страсти" и "Усуђивати се да кажем", у супротности је са примиреним тоном остатка песме. Као лирска балада, „Чудне су ме спопадале страсти“ се разликује од традиционалне форме баладе, која наглашава неуобичајену радњу, и уместо тога фокусира се на расположење.
Присуство смрти се осећа кроз песму, иако се експлицитно помиње само у последњем стиху. Месец, симбол вољене, тоне све време како песма одмиче, све док у потпуности не нестане у претпоследњој строфи. Да говорник повезује Луси са месецом је јасно, иако његови разлози нису јасни. Месец ипак игра значајну улогу у радњи песме: док љубавник замишља како месец лагано тоне иза Лусине кућице, он је одушевљен његовим кретањем. Од пете строфе, говорник је обузет трансом месечара и делује као да је заспао, иако је и даље загледан у месец (стихови 17-20).
Свесно присуство наратора не постоји у следећој строфи, која се одвија на начин који књижевни теоретичар Џефри Хартман описује као „покрет који се приближава и никад сасвим не дође до краја“. Када се месец изненада спусти иза кућице, наратор се буди из свог сна, а мисли се окрећу ка смрти. Луси, вољена, сједињена је са пејзажом у смрти, док се слика опчињавајућег месеца који нестаје користи да ослика идеју гледања даље од вољене особе. Постоји и мрачнија могућност тумачења – да стање сна представља испуњење љубавникове фантазије о смрти вољене. У моментима кад тоне у сан док се приближава кући своје вољене, љубавник показује сопствену неспремност да буде са Луси.
Вордсворт је направио бројна прерађена издања за сваку од Песаме о Луси. Најранија верзија „Чудне су ме спопадале страсти“ појављује се у писму Дороти за Колериџа у децембру 1798. Овај нацрт садржи многе разлике у изражавању и не укључује строфу која се појавила у коначној објављеној верзији. Нови стихови усмеравају причу према „љубавниково уво само“, наговештавајући да само други љубавници могу разумети везу између месеца, вољене и смрти вољене. Вордсворт је такође уклонио из закључне строфе стихове:
I told her this; her laughter light
Is ringing in my ears;
And when I think upon that night
My eyes are dim with tears.
(Рекох јој ово; смех ведар њен
још ми звони у глави;
а када те ноћи сетим се,
у оку ми суза се јави.)
Ова коначна строфа изгубила је значај када су написане и остале песме у серији, а прерађено издање је омогућило да се песма заврши са наговештајем наставка и помогло да се читаоци укључе у причу о Луси. Од осталих промена, важан је само опис кретања коња: „Мој коњ је са муком газио“ постаје „Убрзаним темпом приближио се мој коњ“ што у прерађеној верзији повећава отвореност наратора ка фантазирању и сневању.

### „Становала је где нема стаза“
„Становала је где нема стаза“ приказује Луси која живи у самоћи близу извора реке Дав. Према књижевном критичару Џофрију Дуранту песма приказује „раст, савршенство и смрт“. Да би пренео достојанствену, нетакнуту природу свог лика, Вордсворт користи једноставан језик, углавном једносложне речи. У уводном катрену описује изоловано и недирнуто подручје где је Луси живела, као и њену невиност и лепоту, коју упоређује са скривеним цветом у другој строфи. Песма почиње описним а не наративним начином приповедања, а тек од стиха „ Када је Луси престала да буде“ читалац сазнаје да је лик песме умро. Књижевни теоретичар Марк Џоунс описује овај ефекат „завршеним пре него што је и почео“, док је према писцу Маргарет Олифант (1828–1897) Луси „мртва пре него што смо уопште и чули о њој“.
Лусини „неоткривени начини“ су симболи њене физичке изолације и непознати детаљи о њеним мислима и животу. Трећи катрен је написан са намером да ухвати једноставност коју наратор види у Луси; њена женственост је описана девичанским терминима. Ово је привукло критике оних који, према речима књижевног критичара Џона Вулфорда, у њој виде женску икону „коју Луси представља тиме што је осуђена на смрт и што јој је поречено стварно или симболичо остварење мајчинства“. Да би изазвале „лепоту тела и духа“, пар комплементарних али парадоксалних слика су употребљене у другој строфи: усамљена, скривена љубичица смештена уз јавно видљиву Венеру, амблем љубави и прву звезду вечери. Критичар Клинт Брукс се пита се да ли Луси више личи на љубичицу или на звезду (1906–1994) и закључује да Вордсворт гледа на њу као на „јединствену звезду која преовлађује његовим светом, не ароганто као сунце, већ слатко и скромно“. За Вордсворта Лусина привлачност је ближа љубичици и лежи у њеној усамљености и наклоњености према природи.
Вордсворт је од антиквара и црквењака Томаса Персија (1729-1811) набавио примерак књиге Реликвије старе енглеске поезије (1765), у Хамбургу, неколико месеци пре него што је почео да пише серијал. Утицај традиционалне енглеске народне баладе је евидентан у метру, ритму и структури. „Становала је“ прати варијацију баладних строфа a4–b3–a4–b3 и у складу са баладном традицијом саопштава драматичну причу. Како је Дурант приметио, “Помислити да су песме о Луси написане у конвенцијама љубавне лирике  значи занемарити њихову сртуктуру, у којој је, као и у традиционалној балади прича исписана што је краће и храбрије могуће“. Кенет и Ворен Обер упоређују уводни стих „Становала је“са традиционалном баладом  "Кетрин Џофри" и примећују сличности у ритму и структури, као и у теми и лику:
„Кетрин Џофри“  
There livd a lass in yonder dale,
And doun in yonder glen, O.
And Katherine Jaffray was her name,
Well known by many men, O.        
(Тамо је живело девојче у ондашњој долини          
И доле у ондашњој клисури
И Кетрин Џофри је њено име
Добро познато многим људима.)
„Становала је где нема стаза“
Становала је где нема стаза           
У удаљеној дољи  
Без иког да је похвали ваздан  
И мало њих да је воли;  (стихови 1-4)       
Наратор песме није толико заинтересован за посматрање Луси, колико за размишљање о њој и разматрање својих запажања. Кроз песму туга и екстаза су испреплетене, што се наглашава знацима узвика у 2. и 3. стиху. Критичар Карл Вудринг пише да се „Становала је“ и Лусин серијал могу читати као елегија, као „трезна медитација[е]“ о смрти. Вудринг је сматрао да песме имају „економију и општи напев епитафа у грчкој митологији... ако су све елегије ублажавање смрти, песме о Луси су такође размишљање о једноставној лепоти, коју удаљеност чини слађом, а смрт чува на одстојању."
Прва верзија песме "Становала је" састојала је се од две додатне строфе које су изостављене из првог издања. Ревизије искључују многе слике, али наглашавају жалост коју је наратор доживео. Оригинална верзија је почела са цветним сликама, које су касније избачене:
Моја нада беше далеко од града,
Одгајена на самотном вресу;
Имала је усне црвене к’о ружа
Као витице лозе сплетену косу.
Четврта строфа, која је такође касније уклоњена, укључивала је и објашњење како је Луси умрла: „Али спор немир зауставио је њен процват и на равници је умрла.“ 

### „Међу странцима сам путовао“
Последња „Лусина песма“ која је написана, “Међу странцима сам путовао“, једина није била укључена у друго издање Лирских балада. Иако је Вордсворт тврдио да је песма писана док је још био у Немачкој, заправо је написана током априла 1801. године. Доказ за ово долази из писма које је Вордсворт написао Мери Хачинсон 1802. године, и у којем „Путовао сам“ спомиње као новонасталу песму. Наложио је свом штампару да постави „Путовао сам“ одмах после „На дух ми сан је ставио печат“ у Лирским баладама, али песма је изостављена. Касније је објављена у Песмама у два тома 1807. године.
Песма је често тумачена као декларација Вордсвортове љубави према својој земљи Енглеској и његове одлучности да не живи више у иностранству:
Прошао сан је – збогом тишини!
Нећу натраг да пловим.
Остаћу овде, јер ми се чини
да те све више волим. (стихови 5-8)
Прве две строфе говоре о личном искуству песника, а патриотско читање би приказивало његову захвалност и понос на енглески пејзаж. Међутим, остаје могућност да Вордсворт говори о Енглеској као о физичкој, а не политичкој целини, објашњење које добија снагу због повезаности песме са другим песмама о Луси.
Луси се појављује само у другој половини песме, где је повезана са енглеским пејзажом. Зато се чини да се природа придружује приповедачу у жалости за њом, а читалац је увучен у ту заједничку тугу.
Иако је "Путовао сам" написана две године након других песама у серијалу, у њој постоје одјеци ранијих стихова, како у тону тако и у језику. Вордсворт не даје наговештај о Лусином идентитету, иако је у предговору Лирских балада изјавио да су све песме "засноване на чињеницама". Да би разумели основ Лусиног лика није неопходно тумачити песму и разумети осећање које она преноси. Слично томе, не може се добити никакав увид из одређивања тачне географске локације "извора Дав"; у својој младости, Вордсворт је посетио изворе истог имена у Дарбиширу, Долини Светог Патрика и Јоркширу.

### „Три лета је расла од сунца и воде“
„Три лета је расла од сунца и воде“ састављена је између 6. октобра и 28. децембра 1798. године. Песма приказује однос између Луси и природе, кроз сложен контраст слика. Антитетичан спој речи „сунце и вода“, "закон и нагон", "земља и небо", "планути и обуздати" – коришћен је да пробуди супротне силе битне за будућност. Сукоб између природе и човечанства је описан, будући да и природа и човечанство покушавају да за себе узму Луси. Песма садржи и епиталамиј и елегијске карактеристике; Луси је приказана као удата за природу, док је њен људски љубавник остављен сам да жали у сазнању да ју је смрт одвојила од човечанства.

### „На дух ми сан је ставио печат“
Написана суздржаним језиком, песма “На дух ми сан је ставио печат“ састоји се од две строфе, а свака има четири стиха. Прва строфа је изграђена на равном, успављујућем покрету у којем фигуративни језик преноси магловиту слику девојке која је “мирна и не осећа додир земаљских дана“. Друга строфа одржава миран и истоветан тон као и прва строфа, али служи да наруши осећање вечног, откривајући да је Луси умрла и да смиреност у првој строфи представља смрт. У одговору наратора на њену смрт недостају горчина и празнина. Уместо тога, он налази утеху у чињеници да је она сада изван животних суђења и „коначно ... у неживој заједници са земаљским природним елементима земље“. Беживотне стене и камење приказано у завршном стиху саопштавају коначност Лусине смрти.

## Груписање у серијал
Иако песме о Луси деле стилске и тематске сличности, Вордсворт није представио ових пет песама као јединствен скуп, већ су то урадили књижевни критичари. Састављање је првобитно предложио критичар Томас Пауел 1831. године, а касније га је подржала Маргарет Олифант у есеју из 1871. године. Златни трезор из 1861, који је саставио Френсис Палгрејв (1788-1861), садржи само четири песме и изоставља песму "Чудне су ме спопадале страсти". Следећи пут су се песме појавиле као комплет од пет песама у колекцији Вордсвортових песама коју је саставио песник и критичар Метју Арнолд (1822-1888).
Груписање и редослед „Песма о Луси" били су предмет дебате у књижевним круговима. Различити критичари су покушали да додају и друге песме у групу; међу онима које су предложене током година су: „Међу свим дивним стварима“ [“Among all lovely things”], „Луси Греј“ [“Lucy Gray”], „Изненађен радошћу“ [“Surprised by joy”], „Каже се да су неки умрли због љубави” [“Tis said, that some have died for love” ], „Луиза“ ["Louisa"], „Предосећања“ [“Presentiments”], „Била је фантом радости“ [“She was a Phantom of delight”], „Дански дечак“ ["The Danish Boy"], „Два априлска јутра“ [„The Two April Mornings“], „Младој дами“ [„To a Young Lady“] и „Написано у врло раној младости“ [„Written in Very Early Youth”]. Ниједна од предложених песама није била прихваћена. Пет песама укључених у „Лусин канон“ фокусирају се на сличне теме, као што су природа, лепота, раздвајање и губитак, а већина прати исту основну форму балада. Књижевни теоретичар Марк Џоунс нуди општу карактеризацију песме о Луси као „неименоване лирске баладе која или спомиње Луси или је увек стављена уз другу песму у којој се она спомиње, песме која изричито спомиње њену смрт или се може тумачити као приказ њене смрти,- о којо говори Лусин љубавник.“
У свим песмама се спомиње Лусино име осим у песми „На дух ми сан је ставио печат“. Одлука да ову песму укључи је делом заснована на одлуци Вордсворта да је стави у непосредну близину песме „Чудне су ме спопадале страсти“  и одмах након песме „Становала је“ у оквиру Лирских балада. Песник је послао „Међу странцима“ својој пријатељици из детињства, а касније супрузи, Мери Хачинсон, са напоменом у којој је наведно да би требало да буде „прочитана након ’Становала је’“. Колриџов биограф Џ.Д. Кемпбел забележио је да је Вордсворт наложио да се „Међу странцима сам путовао“  укључи одмах након „Чудне су ме спопадале страсти “, што указује на везу између песама. Ипак, питање укључивања је додатно искомпликовано Вордсвортовим повлачењем ових упутстава и његовим изостављањем песме "Међу странцима сам путовао” из два наредна издања Лирских балада.
Лирске баладе из 1815. године организовале су песме у Песме засноване на наклоности („Чудне су ме спопадале страсти“, „Становала је где нема стаза“ , „Међу странциима сам путовао“) и Песме маште („Три лета је расла од сунца и воде“ и “На дух ми сан је ставио печат“). Овај аранжман је омогућио да две песме засноване на сну („Чудне су ме спопадале страсти“ и „На дух ми сан је ставио печат“) уоквире колекцију и представе низ говорникових различитих искустава током дужег приповедања. У погледу хронологије, „Међу странцима сам путовао“ је последња написана песма и на тај начин служи као симболичан закључак – и емоционално и тематски – за „Песме о Луси“.

## Интерпретација

### Природа
Према речима критичара Нормана Лакеја, Вордсворт је изградио своју репутацију као „песник природе“. Рани радови, као што је „Тинтерска опатија“, могу се посматрати као оде његовом доживљају природе. Његове песме се могу посматрати и као лирске медитације о основном карактеру природног света. Вордсворт је рекао да му је је, као младићу, природа узбуркала „апетит, осећај и љубав“, али до времена када је написао Лирске баладе, изазвала је „још увек тужну музику човечанства“.
Пет песама о Луси често се тумаче као представљање супротних ставова Вордсворта о природи, као и медитације о циклусу живота. Оне описују различите односе између човечанства и природе. На пример, Луси се може посматрати као веза између човечанства и природе, као „гранично биће, делом дух природе а делом људско биће, али ниједно ни друго у потпуности. Она нас подсећа на традиционалну митску особу која живи, онтолошки, посредни живот или посредује различитим доменима постојања.“ Иако песме изазивају осећај губитка, такође наговјештавају савршеност Лусиног живота – одгајана је у природи и преживљава у сећањима других. По мишљењу америчког песника и писца Дејвида Ферија (1924) постала је „не толико људско биће, колико нека врста прегледа природе“, док је „њена смрт, на крају крајева, исправна, јер се у смрти она спојила  са природним процесима који су је и натерали на смрт и фантастично оплеменили на тај начин“.Клинт Брукс пише да „Чудне су ме спопадале страсти“ представљају „Природну најнежнију корист“, „Три лета“ дуалност природе, а “На дух ми сан“ спој природних предмета. Други критичари мисле да песма „Становала је“ заједно са „Међу странцима сам путовао“ представља природно „старење и нестанак“. Махони гледа на „Три лета“ као на опис мушке, добротворне природе сличне божанству. Иако природа обликује Луси током времена и она је посматрана као део природе, песма се нагло преокреће након њене смрти. Луси изгледа вечно, као и сама природа. Без обзира_на то, она постаје део околног пејзажа у животу, а њена смрт само потврђује ову везу.
Песме представљају природу као силу са смењивањем добра и зла. Понекад је приказана као незаинтересована за безбедност човечанства. Хал тврди: „У свим овим песмама природа изгледа као да ће да изда срце које је воли“. Слике које су искоришћене да изазову ове идеје служе да одвоје Луси од свакодневне реалности. Књижевни теоретичар Франсис Фергусон (рођен 1947.) примећује да „поређења са цвећем и метафоре постају препреке пре него помоћ у маштовитој визуелизацији жене; цвеће се не налази само на Лусијиним образима, већ се проширује како би је целу апсорбовало ... Чини се да је опис изгубио контакт са својим циљем – описом Луси.“

### Смрт
Песме које је Вордсворт написао док је био у Гослару фокусирају се на мртве и на умирање. „Песме о Луси“ прате овај тренд и често не успевају да направе разлику између живота и смрти. Свака ствара двосмисленост између узвишеног и ничега, док покушавају да ускладе питање како пренети смрт девојке која је интимно повезана с природом. Описују обред преласка из невиног детињства у корумпирану зрелост и према Хартману „фокусирају се на смрт или радикалну промену свести која је изражана у полумистичној форми; оне су заправо Вордсвортов најближи приступ личном миту“. Наратор је погођен Лусином смрћу и узвикује у „Становала је“  како „Мени то тешко пада“. Ипак, у песми „На дух ми сан је ставио печат“ наратор је поштеђен трауме спавањем.
Читаочево искуство о Луси се филтрира кроз перцепцију наратора. Њена смрт сугерише да природа може доносити бол свима, чак и онима који су је волели. Према британском класичном и књижевном научнику Х. В. Гароду (1878–1960) “Истина је, као што верујем, да између Лусиног савршенства у природи и њене смрти, за Вордсворта, уопште нема трагичне антитезе“. Хартман проширује ово гледиште како би проширио поглед на смрт и природу ка уметности уопште: „жива Луси очигледно је дух чувар, али не само на једном месту, већ на свим енглеским местима ... док мртва Луси има сву природу за свој споменик. Серијал је дубоко хуманизована верзија смрти грчког бога Пана, оплакивање пропадања енглеског природног осећаја. Вордсворт се боји да је сам дух који председава његовом поезијом пролазан и мислим да одбија да направи разлику између његове смрти у себи самом и његовог историјског нестанка“.

## Критичка процена
Поеме су прво споменуте у писму упућеном Колриџу у децембру 1798. године, које је послала Дороти. За „ Чудне су ме спопадале страсти“ она је написала: "Ова следећа песма је моја омиљена, тј. моја, Доротина ...“. Прво спомињање било које од „Песама о Луси“ (ван белешки Вилијама или Дороти) се дешава након смрти Колриџевог сина Берклија, након априла 1799. године. Колриџ је тада живео у Немачкој, а вест је примио у писму од свог пријатеља Томаса Пула, који је у саучешћу споменуо Вордсвортову песму  “На дух ми сан је ставио печат“:
Касније је есејиста Чарлс Лем (1775-1834) писао Вордсворту 1801. године да му каже да је „Становала је“ једна од његових омиљених песама из Лирских балада. Такође је романтичарски песник Џон Китс (1795-1821) похвалио песму. Писцу Х. К. Робинсону (1775-1867), „Становала је“ дала је „снажан ефекат губитка неког врло мрачног предмета који осећа особа која је том предмету нежно привржена – контраст између приметне снаге страсти и безначајности предмета је дивно омишљен“.
Осим речи и мишљења у писмима, постоји само неколико објављених савремених осврта. Писац и новинар Џон Стодарт (1773-1856), у приказу Лирских балада, описује песме „ Чудне су ме спопадале страсти “ и „Становала је где нема стаза“ као „најизванредније примерке нерешиве, али неодољиве патетичности“. Анонимни приказ Песама у два тома 1807. године изражава мање позитивно мишљење о „Становала је“: “За још једним низом равних стихова о Луси следи Ода дужности“. Критичар Френсис Џефри (1773-1850) навео је следеће за песму „Чудне су ме спопадале страсти “ - „Господин Вордсворт је међутим сматрао за прикладно да састави стихове у којима ће обимну тему илустровати једном помисли. Љубавник одлази да види своју вољену једне лепе вечери, гледајући цео пут у Месец: када је дошао до врата: „Милости! молих, несрећник ти си“, /Ако је Луси мртва! “ И ту се песма завршава!“ За „На дух ми сан је ставио печат“, пријатељ Вордсворта Томас Пауел написао је да песма „стоји самостално и без утврђеног наслова, али ми знамо, из увида обожавалаца господина Вордсворта, да је то наставак других дубоких песама које јој претходе, и о једној је Луси, која је мртва. Међутим, из садржаја, аутор нас обавештава да се ради о “На дух ми сан је ставио печат“ јер је ово стварни наслов који је пристао да да, како би нас поштедео болног размишљања о чему се ради“.
Многи викторијански критичари су ценили емоције „Песама о Луси“ и фокусирали се на „Чудне су ме спопадале страсти“. Џон Вилсон, лични Вордсвортов и Колриџов пријатељ, описао је песму 1842. године као „снажно патетичну“. 1849. године, критичар Пречасни Френсис Џејкокс, под псеудонимом “Пастор Франк”, запазио је да „Чудне су ме спопадале страсти"  садржи истински јака осећања. „Премештени смо у центар наше душе помоћу туге исказане на овај начин, без перифразе или речите агоније, без околишања необавезаног и наметљивог, укратко без извештачености осећања. Оплакивач даје речи туге... Али он то чини речима, онолико колико их има; колико је силна њихова лепота!” Неколико година касније Џон Рајт, проучавалац Вордсворта, описао је савремено опажање да “Чудне су ме спопадале страсти” има “дубоку, али покорену и тиху топлину“. Други критичари нагласили су важност песме „Становала је где нема стаза“, укључујући шкотског писца Вилијама Ангуса Најта (1836-1916), који је описао песму као “дванаест стихова без премца“. 
На почетку двадесетог века књижевни критичар Дејвид Рени је похвалио песме као целину: „чудна мала дивна група, која удише страст непознату Вордсворту и о којој нам он – спреман да говори о постанку својих песама – ништа није рекао... Пустите песника да сачува неке своје тајне: не морамо му завиривати у приватност када је поезија тако лепа као ова; кад постоји такво славље девојчинства, љубави и смрти... Песниково осећање губитака је узвишено у својој савршеној једноставности. Проналази хармонију а не непријатност у контрасту између илузије љубави и чињенице смрти“. Критичари су се касније фокусирали на значај Вордсвортових поетских техника. Дурант је тврдио да су вредне пажње четири „Песме о Луси“ које су се појавиле у издању Лирских балада из 1800. године, зато што најјасније приказују успех Вордсвортовог експеримента. Алан Гроб (1932-2007) се мање фокусира на јединство које песме представљају и верује да се „главни значај песама о „Метјуу“ и „Луси“, осим њиховог суштинског достигнућа, значајног као што јесте, налази у наговештају присуства клице незадовољства чак и у периоду наизглед сигурне вере која прави уређенију секвенцу догађаја у историји Вордсвортових сећања, и указује на развијање образца а не на хронолошки прелаз између етапа“.

## Пародије и алузије
„Песме о Луси“ су исмевене много пута након објављивања. Пародије су углавном имале намеру да изругују  поједностављену текстуалну сложеност и намерне двосмислености у поезији. Такође су доводиле у питање начин на који су многи критичари из 19. века настојали да успоставе дефинитиван начин читања. Према Џонсу, такве пародије су коментарисане на „метакритички“ начин и оне саме представљају алтернативни начин критике. Међу најпознатијим је једна од Семјуел Тејлор Колриџовог сина Хартлија Колериџа (1796-1849), под називом „О Вилијаму Вордсворту“ или једноставно „Имитација“, као верзија из 1827. године која је објављена за часопис Инспектор („Живео је тамо где нема стаза / да воде на Рајдалско језеро, / Поета кога нико није имао похвалити / И тек га је њих мало читало“,  стихови 1-4). Пародија се такође појављује 1888. године у тумачењу у стилу мистерије са убиством, из пера викторијанског аутора Семјуела Батлера (1835-1902). Батлер је веровао да је Вордсвортова  фраза „Мени то тешко пада“ превише сажета и приметио је да песник „води рачуна о томе да не објасни природу разлике коју ће му Лусина смрт донети... Површни читалац сматра да му је жао што је мртва ... али он то није рекао“. Међутим, нема свако дело које се односи на "Песме о Луси" намеру да их исмева; списатељица и есејисткиња Мери Шели (1797-1851) ослања се на ове песме како би се осврнула на романтичарску слику женствености и ревидирала је.

## Композиције
„Песме о Луси“ (са изузетком “Међу странцима сам путовао“ али са „Међу свим дивним стварима“) компоновао је за клавир композитор  Најџела Дод. Први пут су изведене у Цркви Светог Џорџа на Брандон Хилу, у Бристолу, у октобру 1995, на концерту који означио двестогодишњицу првог сусрета Вордсворта и Колриџа.

## Музичка интерпретација и снимање
Урађена је музика за песму, а песму је снимио оркестрални поп бенд Божанствена Комедија; песма се налази на њиховом албуму Ослобођење.